# Rolfe, Iowa
Rolfe là một thành phố thuộc quận Pocahontas, tiểu bang Iowa, Hoa Kỳ. Năm 2010, dân số của thành phố này là 584 người.

## Dân số
Dân số qua các năm:
- Năm 2000: 675 người.
- Năm 2010: 584 người.